# Laramie (fiume)
Il Laramie (in inglese Laramie River) è un fiume degli Stati Uniti d'America che nasce nella Roosevelt National Forest, nella parte settentrionale del Colorado. Il fiume, che è uno dei maggiori tributari del North Platte River, scorre da sud verso nord per circa 450 km attraverso gli stati americani del Colorado e del Wyoming. La maggior parte del percorso del fiume si trova su terreni privati, ma sono presenti anche alcuni accessi su terreni gestiti dal Servizio forestale degli Stati Uniti (USFS)

## Il corso
Il fiume ha la sua sorgente all'altezza del bacino idrico del Chambers Lake, nella Roosevelt National Forest (contea di Larimer) nel nord del Colorado. Da qui scorre verso nord-est ed entra nel territorio del Wyoming fiancheggiando il lato orientale delle Medicine Bow Mountains. Superata la zona montuosa tra Jelm Mountain e Wood's Landing si dirige a nord-est, entra nella Laramie Valley e passa per la città di Laramie. Continuando verso nord si congiunge con il fiume Little Laramie e alimenta poi il bacino artificiale del Wheatland Reservoir. Appena fuori Wheatland riceve prima da sinistra le acque del fiume North Laramie e poi da destra quelle del Chugwater Creek. Il Laramie prosegue il suo corso ancora per circa 20 km prima di confluire nel North Platte River a sud-ovest del comune di Fort Laramie.

## Il nome
Il fiume prende il nome da Jacques La Ramée  o La Ramie, un cacciatore franco-canadese che nel 1820 o 1821, lasciati i suoi compagni,  andò da solo a mettere trappole per castori in quel fiume che i Cheyenne chiamavano Hin'ini'yhoi (in inglese Goose River) e non fu mai più visto. La sua scomparsa resta un enigma e ha dato il via alle congetture più varie. Alcuni sostengono sia stato ucciso da un orso, altri che fu ucciso dagli indiani, altri ancora che il trapper scivolò sul ghiaccio e cadde nel fiume annegando.
L'ipotesi più probabile è che La Ramée fu ucciso dagli indiani Arapaho che poi gettarono il suo corpo in una diga di castori. Gli altri cacciatori, che erano andati inutilmente alla sua ricerca, chiamarono il fiume "Laramie" in suo onore e successivamente quel nome fu dato anche a Fort John che nel 1849 venne rinominato Fort Laramie, alle Laramie Mountains, alla Contea di Laramie e ai comuni di Laramie e di Fort Laramie, tutte località del Wyoming.